# Giovanni d'Albret-Orval

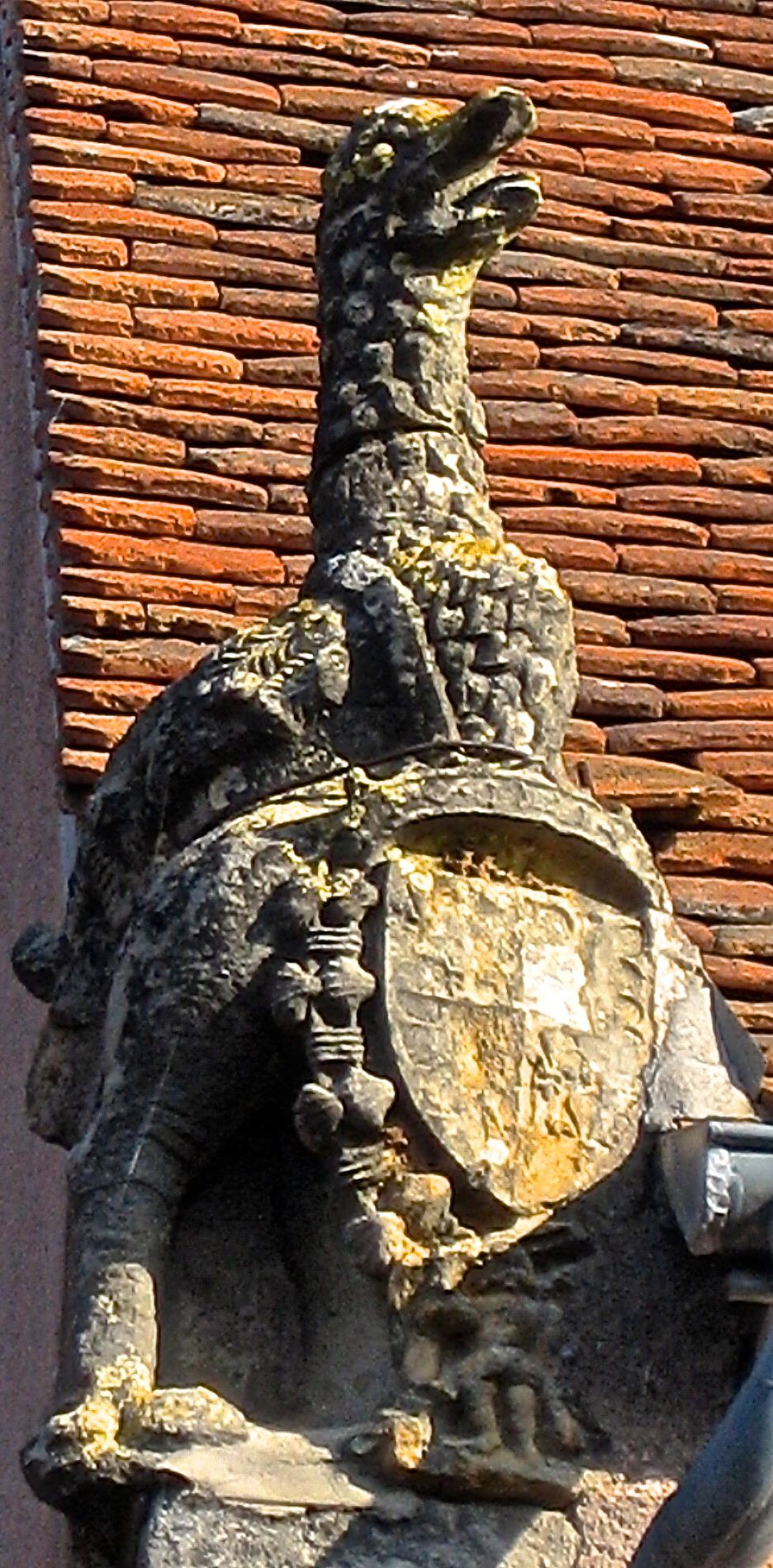
Muro parapetto di una casa di Châteaumeillant con l'arma di Giovanni d'Albret

Giovanni d'Albret-Orval (... – Langres, 10 maggio 1524) è stato un nobile francese, sovrano di Orval, barone de Lesparre, signore di Châteaumeillant, conte di Rethel per parte di moglie e conte di Dreux. Era governatore della Champagne e Brie. Fu sepolto nella cattedrale di Langres.

## Genealogia
Era figlio di Arnaud Amanieu, sovrano di Orval (morto nel 1463, figlio di Carlo II d'Albret) e di Isabelle de La Tour d'Auvergne (morì 8 settembre 1488). Il 15 aprile 1486 sposò Charlotte de Bourgogne (1472-23 agosto 1500), figlia di Giovanni II di Nevers ed ebbero tre figlie:
- Maria, contessa di Rethel, nata il 25 marzo 1491, moglie di Carlo di Clèves, conte di Nevers
- Elena, nata a Montrond il 16 luglio 1495 e morta nel 1519[2]
- Carlotta, sposò Odet de Foix, visconte di Lautrec.

Giovanni d'Albret ebbe anche due figli naturali:
- Giacomo d'Albret, vescovo di Nevers[3]
- Francesca, badessa del monastero di Charenton[4]

## Carriera
- Fu nominato luogotenente del re nella regione della Champagne il 17 febbraio 1487.
- Nominato governatore di Champagne, Brie, Sens e Langres il 20 febbraio 1488.[5] È in questa veste che ha dato il suo nome alla torre di Navarra e Orval, costruita tra il 1512 e il 1519 sotto il suo governo a Langres.

Arma della Casa d'Albret

## Arma
Inquartato: nel 1º e 4º d'azzurro, a tre gigli d'oro; nel 2º e 3º di rosso pieno.